# Rockstar North
Rockstar North Ltd., anteriormente chamada de DMA Design, é uma desenvolvedora britânica de jogos eletrônicos. Fundada na cidade de Dundee pelo desenvolvedor David Jones, é hoje sediada em Leith Street, em Edimburgo, na Escócia, tendo como seu atual presidente Aaron Garbut. A Rockstar North é subsidiária da Rockstar Games.
A Rockstar North é mais conhecida por produzir a série de videojogos Grand Theft Auto, uma das mais aclamadas e polémicas de todos os tempos, sendo responsável pela sua produção desde Grand Theft Auto III até à sua última instalação, Grand Theft Auto V. A série, ícone da cultura popular mundial, consta na lista dos jogos mais vendidos da história. A empresa, quando ainda se chamava DMA, também produziu a franquia Lemmings.

## Histórico da empresa

### Década de 1980
O nome DMA foi retirado de manuais de programação do computador Amiga e significava "Direct Memory Access" ("Acesso Direto à Memória"), embora alguns funcionários dissessem, de forma bem-humorada, que significava "Doesn't Mean Anything" ("Não Significa Nada"). Nos anos de 1988 e 1989, a DMA e a inglesa Psygnosis desenvolveram os jogos Menace e Blood Money, jogos de tiro ambientados no espaço, que logo chamaram a atenção do público e da crítica. O Amiga era o computador mais popular da Europa naquela década, e obviamente foi o primeiro a receber as versões desses jogos, que ainda tiveram versões para Commodore 64, DOS e Atari.

### Início da década de 1990
A grande virada da DMA veio com o jogo Lemmings, um jogo simples, cujas vendas alcançaram a marca de 20 milhões de cópias em 21 sistemas diferentes, incluindo computadores e consoles. Praticamente todos os consoles mais populares da década de 1990, como os da Sega e os da Nintendo, tiveram versões do jogo. Nos anos seguintes, os esforços da empresa permaneceram voltados para o jogo e suas continuações (houve inclusive duas versões especiais de natal). Outros jogos apareceram nessa época, como Walker e Hired Guns, e outras versões do jogo Lemmings foram lançadas algum tempo depois, mas por outra empresa.
O jogo Unirally, lançado nos Estados Unidos com o nome Uniracers, foi o primeiro jogo da empresa a estrear em console, e não no Amiga (o console foi o Super Nintendo). Distribuído pela Nintendo, marcou o fim da parceria com a Psygnosis, que fora comprada pela japonesa Sony. Após lançar alguns títulos para o console 3DO, a DMA foi convocada pela Nintendo para integrar uma espécie de "Dream Team" de empresas desenvolvedoras de jogos para o console Ultra 64 (que em seguida foi rebatizado para Nintendo 64) ao lado de outras como Rare, Paradigm, Midway Games e LucasArts.
Nessa época, a DMA produziu um título exclusivo do N64 chamado Body Harvest, um jogo de ação em 3D, com veículos, cujo enredo era sobre aliens invadindo a Terra. A Nintendo pediu que a DMA adicionasse elementos de quebra-cabeça e role-playing para atrair os consumidores japoneses, mas como houve muita demora, desistiu de publicá-lo. A Midway assumiu os direitos e finalmente lançou o jogo em 1998, quase três anos atrasado. As reações foram, em geral, favoráveis, em particular pelas inovações trazidas pelo jogo e pela jogabilidade, embora os gráficos tenham recebido algumas críticas.
Nesse meio tempo, a empresa lançou (sob o já extinto selo BMG Interactive) o jogo Grand Theft Auto, para PC e Playstation I. O jogo utilizava o mesmo esquema de Body Harvest, em que o jogador podia controlar qualquer veículo disponível no ambiente, mas era 2D, top-down (o jogador vê a cidade como se estivesse em um helicóptero) e o enredo envolvia polícia e bandidos, com um "pequeno" diferencial: o jogador assumia o papel do bandido, e não da polícia. Como um ladrão de carros, o objetivo era escalar uma espécie de ranking do crime organizado, roubando carros e outros veículos em famosas cidades americanas. O jogo se tornou um sucesso, chamando a atenção (e gerando muita controvérsia) por conta da violência que apresentava.
O segundo título da DMA para o N64, Space Station Silicon Valley, continuou seguindo o conceito de múltiplos veículos, dessa vez voltando ao esquema 3D e com robôs em forma de animais ao invés de carros e caminhões.

### Fim da década de 1990
No ano de 1997, a DMA foi comprada pela distribuidora britânica Gremlin Interactive, com Jones assumindo o papel de diretor de criação de ambas. A Gremlin distribuiu dois títulos—a versão britânica de Body Harvest e a versão para PC de Wild Metal Country, um jogo de tanques de guerra com um complexo esquema de controle e uma física impressionante para a época. No ano de 1999, a Gremlin foi comprada pela distribuidora francesa Infogrames por vinte e quatro milhões de libras esterlinas. No entanto, havia um acordo preexistente entre a DMA e a BMG Interactive, que havia distribuído a primeira versão de GTA, e em 1999 tivera problemas de ordem financeira, tendo inclusive mudado de nome para Rockstar Games, subdivisão da Take Two.

## Jogos
| Ano                 | Título                                       | Plataforma                                                                         | Observações                                                    |
| ------------------- | -------------------------------------------- | ---------------------------------------------------------------------------------- | -------------------------------------------------------------- |
| Como DMA Design     |                                              |                                                                                    |                                                                |
| 1988                | Menace                                       | Amiga, Atari ST, Commodore 64, MS-DOS                                              |                                                                |
| 1989                | Blood Money                                  | Amiga, Atari ST, Commodore 64, MS-DOS                                              |                                                                |
| 1991                | Lemmings                                     | Amiga                                                                              |                                                                |
| 1991                | Oh No! More Lemmings                         | Amiga                                                                              | Expansão de Lemmings                                           |
| 1993                | Walker                                       | Amiga                                                                              |                                                                |
| 1993                | Hired Guns                                   | Amiga, MS-DOS                                                                      |                                                                |
| 1993                | Christmas Lemmings 1993                      | Amiga, MS-DOS                                                                      | Expansão de Lemmings                                           |
| 1993                | Lemmings 2: The Tribes                       | Amiga, Atari ST, Game Boy, Mega Drive, MS-DOS, Super Nintendo Entertainment System |                                                                |
| 1994                | All New World of Lemmings                    | Amiga, MS-DOS                                                                      |                                                                |
| 1994                | Christmas Lemmings 1994                      | Amiga, MS-DOS                                                                      | Expansão de Lemmings                                           |
| 1994                | Uniracers                                    | Super Nintendo Entertainment System                                                |                                                                |
| 1997                | Grand Theft Auto                             | Game Boy Color, MS-DOS, Microsoft Windows, PlayStation                             |                                                                |
| 1998                | Body Harvest                                 | Nintendo 64                                                                        |                                                                |
| 1998                | Space Station Silicon Valley                 | Game Boy Color, Nintendo 64, PlayStation                                           |                                                                |
| 1998                | Tanktics                                     | Microsoft Windows                                                                  |                                                                |
| 1999                | Wild Metal Country                           | Dreamcast, Microsoft Windows                                                       |                                                                |
| 1999                | Grand Theft Auto 2                           | Dreamcast, Game Boy Color, Microsoft Windows, PlayStation                          |                                                                |
| 2001                | Grand Theft Auto III                         | Microsoft Windows, PlayStation 2, Xbox                                             |                                                                |
| Como Rockstar North |                                              |                                                                                    |                                                                |
| 2002                | Grand Theft Auto: Vice City                  | Microsoft Windows, PlayStation 2, Xbox                                             |                                                                |
| 2003                | Manhunt                                      | Microsoft Windows, PlayStation 2, Xbox                                             |                                                                |
| 2004                | Grand Theft Auto: San Andreas                | Microsoft Windows, PlayStation 2, Xbox                                             |                                                                |
| 2005                | Grand Theft Auto: Liberty City Stories       | PlayStation 2, PlayStation Portable                                                | Co-desenvolvido com a Rockstar Leeds                           |
| 2006                | Grand Theft Auto: Vice City Stories          | PlayStation 2, PlayStation Portable                                                | Co-desenvolvido com a Rockstar Leeds                           |
| 2008                | Grand Theft Auto IV                          | Microsoft Windows, PlayStation 3, Xbox 360                                         |                                                                |
| 2009                | Grand Theft Auto IV: The Lost and Damned     | Microsoft Windows, PlayStation 3, Xbox 360                                         | Expansão de Grand Theft Auto IV                                |
| 2009                | Grand Theft Auto: The Ballad of Gay Tony     | Microsoft Windows, PlayStation 3, Xbox 360                                         | Expansão de Grand Theft Auto IV                                |
| 2009                | Grand Theft Auto: Episodes from Liberty City | Microsoft Windows, PlayStation 3, Xbox 360                                         | Expansão de Grand Theft Auto IV                                |
| 2009                | Grand Theft Auto: Chinatown Wars             | Nintendo DS, PlayStation Portable                                                  |                                                                |
| 2013                | Grand Theft Auto V                           | Microsoft Windows, PlayStation 3, PlayStation 4, Xbox 360, Xbox One                |                                                                |
| 2013                | Grand Theft Auto Online                      | Microsoft Windows, PlayStation 3, PlayStation 4, Xbox 360, Xbox One                | Modo multijogador de Grand Theft Auto V                        |
| 2018                | Red Dead Redemption 2                        | PlayStation 4, Xbox One                                                            | Co-desenvolvido junto as outras subsidiárias da Rockstar Games |
| 2025                | Grand Theft Auto VI                          | PlayStation 5, Xbox Series X/S                                                     | Co-desenvolvido junto as outras subsidiárias da Rockstar Games |